# Attilio Ariosti
Attilio Malachia Ariosti (1666-1729) là nhà soạn nhạc người Ý thuộc thời kỳ âm nhạc Baroque. Ông đã sáng tác hơn 30 vở opera, một lượng lớn các bản cantata và các tác phẩm dành cho các nhạc cụ.

## Cuộc đời
Ariosti được sinh ra trong tầng lớp trung lưu. Ông trở thành một tu sĩ vào năm 1688 ở tuổi 22, nhưng ông nhanh chóng có được phép rời khỏi trật tự và trở thành một nhà soạn nhạc trong triều đình của Công tước xứ Mantua và Monferrato. Ông trở thành một phó tế vào năm 1692.
Năm 1697, ông đã đi đến Berlin theo yêu cầu của Sophia Charlotte của Hanover, hoàng hậu của Prussia, một cháu gái của James I của Anh và con gái của Electress Sophia của Hanover.

## Tác phẩm Opera
- "La festa di Imeneo" - (Berlin) balletto.
- "Atys" - (Berlin).
- "La fede nei tradimenti" - (Berlin, 1701).
- "Marte e Irene" - (Berlin, 1703).
- "I gloriosi presagi del Scipione Africano" - (Vienna, 1704).
- "La profezia d'Eliseo nell'assedio di Samaria" - (Vienna, 1705).
- "Marte placato" - (Vienna, 1707).
- "La gara delle antiche eroine ne' campi elisi" - (Vienna, 1707).
- "Amor tra nemici" - (Vienna, 1708).
- "La Placidia" - (Vienna, 1709).
- "Coriolano" - (London, 1723).
- "Lucio Vero" - (London, 1726).
- "Vespasiano e Artaserse" - (London, 1724).
- "Dario" - (London, 1725).